# Isaac Roitman
Isaac Roitman (Santos, 12 de janeiro de 1939 – Brasília, 7 de março de 2025) foi um pesquisador brasileiro, membro titular da Academia Brasileira de Ciências na área de Ciências Biomédicas desde 24 de maio de 1996.
Formado em odontologia pela PUC de Campinas, trabalhou na área de microbiologia, foi professor da UFRJ e é professor emérito da UnB. Foi presidente da Sociedade Brasileira de Protozoologia de 1993 a 1994.
Foi condecorado na Ordem Nacional do Mérito Científico.